# Kluski (potrawa)

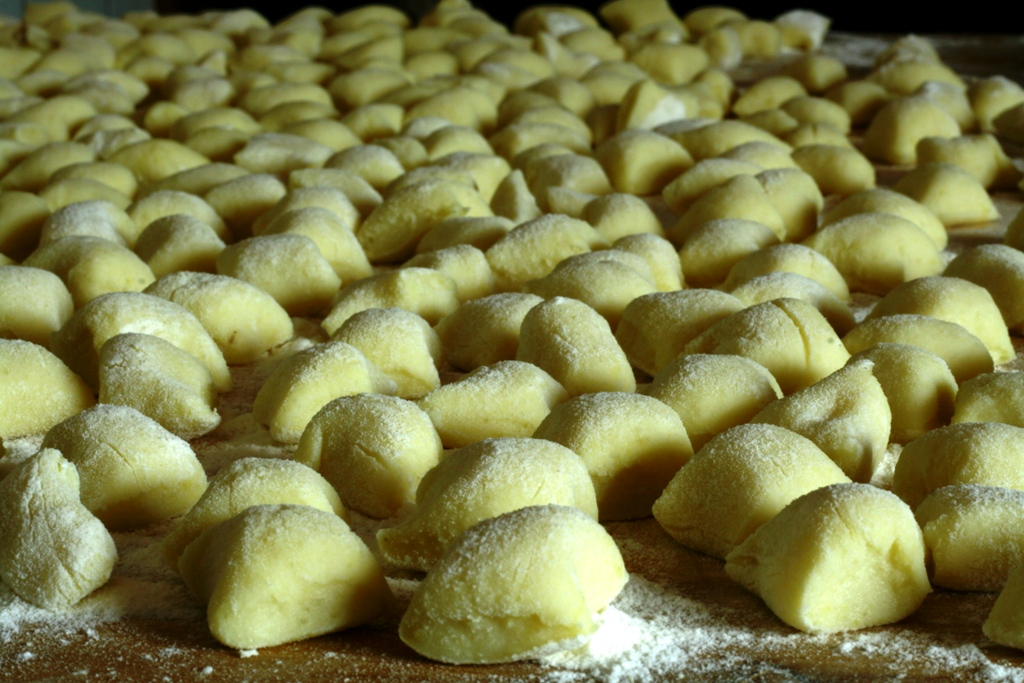
Surowe gnocchi

Kluski – zbiorcze określenie grupy potraw mącznych, często z dodatkiem ziemniaków i jajek.
Często występują w kuchni polskiej, a także w kuchniach innych krajów, zazwyczaj jako dodatek do dań mięsnych i zup.

## Rodzaje klusek
W zależności od składników, miejsca pochodzenia, kształtu i sposobu przygotowania wyróżnia się wiele odmian, m.in.:
- gnocchi
- haluszki
- kluchy połom bite
- kluski czarne
- kluski śląskie
- kopytka
- knedle
- knedliki
- lane kluski
- pierogi leniwe
- szare kluski
- pyzy
- szpecle
- zacierki

W niektórych regionach Polski słowem „kluski” określa się również makaron.